# America (Modern-Talking-Album)
America, Untertitel The 10th Album, ist das zehnte Studioalbum des deutschen Europop-Duos Modern Talking. Es erschien am 19. März 2001 bei Hansa Records und BMG Music Publishing. Es erreichte Platz zwei der Charts und Goldstatus in Deutschland.

## Entstehung
Produzent von America war wie gewohnt von Dieter Bohlen, der auch fast alle der 16 Lieder auf dem Album komponierte. Nur I Need You Now schrieb Thomas Anders. Luis Rodriguez (Titel 7), Axel Breitung (Titel: 1, 2, 4, 8), Bülent Aris (Titel: 10), Elephant (Titel: 13, 15, 16), sowie Thorsten Brötzmann waren Co-Produzenten. Das Cover gestaltete erneut Ronald Reinsberg.

## Gestaltung
Das Coverfoto zeigt Bohlen und Anders vor einer Collage aus einer US-amerikanischen Flagge und einem Space Shuttle.

## Rezeption
Das Album erreichte Platz zwei in Deutschland, Platz sieben in Österreich, Platz zehn in der Schweiz sowie Platz 37 in Schweden.

## Titelliste
| Nr. | Titel                        | Länge |
| --- | ---------------------------- | ----- |
| 1.  | Win the Race                 | 3:35  |
| 2.  | Last Exit to Brooklyn        | 3:16  |
| 3.  | Maria                        | 5:28  |
| 4.  | SMS to My Heart              | 3:17  |
| 5.  | Cinderella Girl              | 3:34  |
| 6.  | Why Does It Feel So Good     | 4:05  |
| 7.  | Rain in My Heart             | 3:47  |
| 8.  | Witchqueen of Eldorado       | 3:55  |
| 9.  | Run to You                   | 4:47  |
| 10. | America                      | 4:50  |
| 11. | For a Life Time              | 4:27  |
| 12. | From Coast to Coast          | 4:27  |
| 13. | There’s Something in the Air | 3:19  |
| 14. | I Need You Now               | 3:40  |
| 15. | New York City Girl           | 3:27  |
| 16. | Send Me a Letter from Heaven | 3:54  |